# Колибабовка
Колибабовка (рум. Colibabovca) — село в Леовском районе Молдавии. Относится к сёлам, не образующим коммуну.

## География
Село расположено на высоте 95 метров над уровнем моря.

## Население
По данным переписи населения 2004 года, в селе Колибабовка проживает 1142 человека (565 мужчин, 577 женщин).
Этнический состав села:
| Национальность | Число жителей | Процентный состав |
| -------------- | ------------- | ----------------- |
| болгары        | 934           | 81.79             |
| молдаване      | 178           | 15.59             |
| русские        | 13            | 1.14              |
| украинцы       | 9             | 0.79              |
| гагаузы        | 8             | 0.7               |
| Всего          | 1142          | 100%              |